# Khadeen Carrington
Khadeen Carrington (3 oktober 1995) is een Amerikaans-Israëlisch-Trinidadiaans basketballer.

## Carrière
Carrington speelde van 2014 tot 2018 collegebasketbal voor de Seton Hall Pirates. In 2018 werd hij niet gekozen in de NBA draft dat jaar, maar hij speelde wel voor de Detroit Pistons in de NBA Summer League. Hij tekende daarna bij het Montenegrijnse KK Mornar Bar, maar speelde het seizoen uit bij de Belgische eersteklasser Limburg United. In de zomer speelde hij in de Summer League voor de Oklahoma City Thunder. Voor het seizoen 2019/20 tekende hij bij Riesen Ludwigsburg in de Duitse competitie.
In de zomer van 2020 tekende hij aanvankelijk bij het Spaanse Saski Baskonia, maar vanwege problemen bij het vernieuwen van zijn paspoort werd zijn contract ontbonden. Hij tekende daarop in de Franse competitie bij AS Monaco Basket. In augustus 2021 tekende hij bij het Spaanse Real Betis Baloncesto, maar al in november 2021 maakte hij de overstap naar het Franse JDA Dijon Basket. In de zomer van 2022 tekende hij in Israël bij Hapoel Jerusalem BC, waar hij ook voor het seizoen 2023/24 tekende. Hij bleef ook bij de club voor het seizoen 2024/25.

### Nationale ploeg
Carrington verkreeg de Israëlische nationaliteit en maakte in 2025 zijn debuut voor die nationale ploeg.

## Privéleven
Carringtons vader Reynold Carrington is een voormalig voetballer en voetbalcoach.

## Erelijst
- Israeli Basketball State Cup: 2023